# Konrad Heiden
Konrad Heiden, född 7 augusti 1901 i München, död 18 juli 1966 i New York, var en tysk-amerikansk författare.
Konrad Heiden var 1923–1930 medarbetare i Frankfurter Zeitung, arbetade därefter som frilansjournalist. Han flydde i juni 1933 till Schweiz, vistades 1934 i Saar och 1935–1940 i Frankrike, han berövades 1936 av nazisterna sitt tyska medborgarskap. Heiden undkom i september 1940 från det ockuperade Frankrike och var sedan dess bosatt i USA. Han skrev flera skarpt kritiska böcker om nationalsocialismen, delvis av dokumentariskt värde: Geschichte des Nationalsozialismus (1932), Geburt des dritten Reiches (1933), Adolf Hitler – das Zeitalter der Verantwortungslosigkeit (1935), Ein Mann gegen Europa (1936), Europaeisches Schicksal (1938), The new inquisition (1939) och Der Fuehrer. Hitler's rise to power (1944, svensk översättning samma år).